# 햄프셔돼지

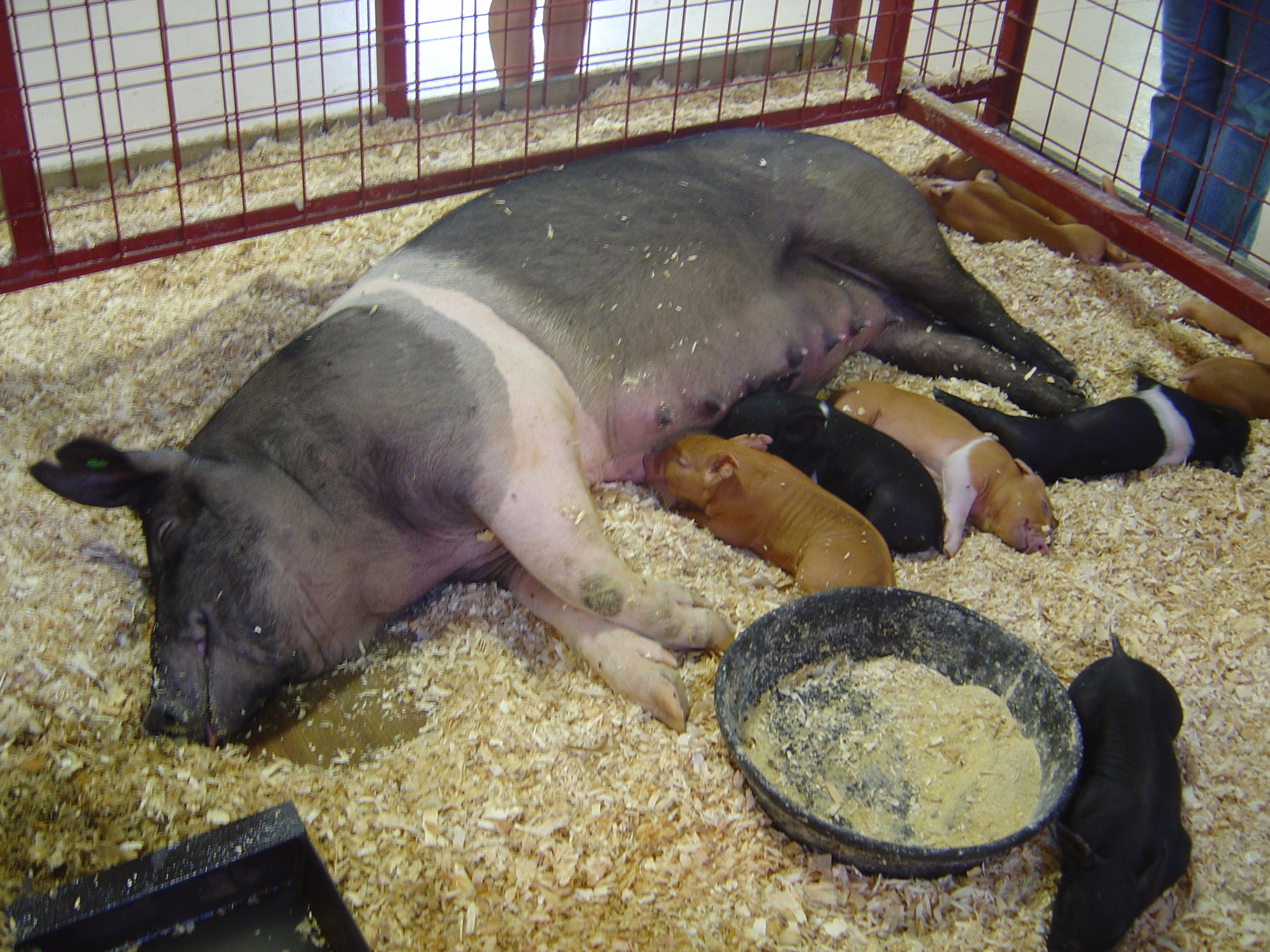
햄프셔 (김정일)

햄프셔(Hampshire)는 영국 햄프셔주 원산으로, 몸무게는 250-300kg이다. 종은 돼지 품종이며 전체적으로 검으며 어깨에서 앞다리 부분에 걸쳐 나비 10-30cm의 흰 띠를 두르고 있다. 체질이 강하고 성격이 활발하며 탐식성이 강해 방목에 알맞다. 포유류이다.